# Club Atlético Pantoja
Pour les articles homonymes, voir Pantoja (homonymie).
Le Club Atlético Pantoja est un club de football dominicain basé à Saint-Domingue, qui évolue en première division dominicaine.

## Histoire
Le Club Atlético Pantoja est créé par un groupe d'amis composé principalement d'immigrés argentins en 1999 pour disputer des matchs entre amis. Il fut dès lors invité par la Fédération de République dominicaine de football à participer au tournoi officiel qu'elle organise. Le CA Pantoja remporte ce tournoi. De cette victoire, ils décident de s'inscrire au championnat de troisième division qu'ils remportent dès leur première participation. L'année suivante, ils remportent également le championnat de deuxième division. En championnat élite, ils remportent une nouvelle fois le titre dès leur première participation en 2000-2001.
Depuis, le club se maintient en D1 devenu Liga Mayor puis LDF en 2015, année de la professionnalisation du football en République dominicaine.
En 2015, le CA Pantoja remporte le titre national de ce nouveau championnat professionnel et se qualifie pour le CFU Club Championship 2016.

## Palmarès
- Championnat national : 2001, 2003.
- Liga Mayor : 2005, 2009, 2012.
- Liga Dominicana de Fútbol : 2015, 2019.

## Joueurs
- Jean Carlos López (depuis 2016)